# Лог-при-Полховем Градцу
Лог-при-Полховем Градцу (словен. Log pri Polhovem Gradcu) — поселення в общині Доброва-Полхов Градець, Осреднєсловенський регіон, Словенія. 
Висота над рівнем моря: 333,8 м.